# Muntanyes Mehedinți

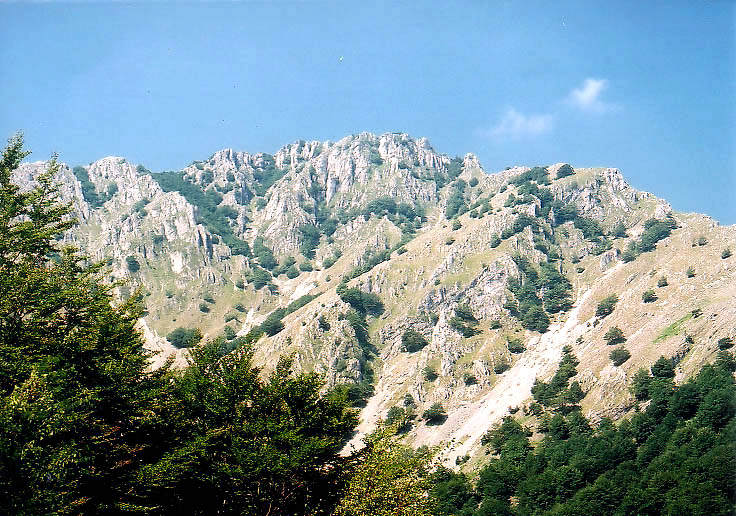
Vârful lui Stan

Les muntanyes Mehedinți (en romanès: Munții Mehedinți) són una serralada del sud-oest de Romania, que forma part del grup de les muntanyes Retezat-Godeanu.
La serralada representa la forma de relleu més alta del comtat de Mehedinți, amb una alçada mitjana de 1100-1200 metres. El pic més alt és Vârful lui Stan, que arriba als 1466 metres.